# Montreux
För andra betydelser, se Montreux (olika betydelser).
Montreux är en stad och  kommun vid Genèvesjön  i distriktet Riviera-Pays-d'Enhaut i kantonen Vaud, Schweiz. Kommunen har 26 828 invånare (2023).
I kommunen finns, förutom staden Montreux, ett antal orter, däribland Clarens, Glion, Caux och Les Avants.

## Kultur

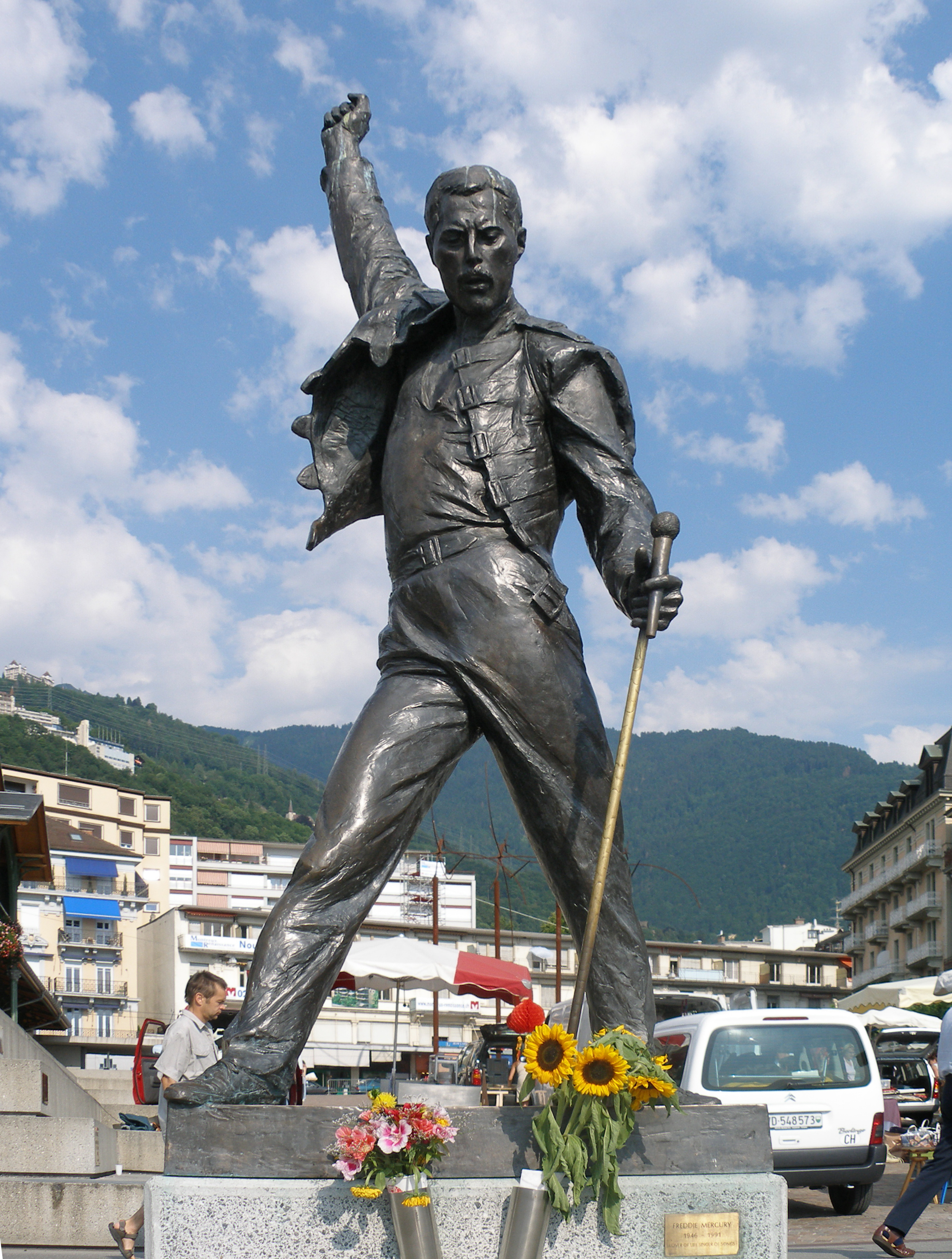
Staty över Freddie Mercury.

På det tidiga 1800-talet besöktes staden av Lord Byron och Mary Shelley. 
Montreuxfestivalen, i dag Guldrosen, arrangerades i staden fram till 2003. Staden har även en känd årlig jazzfestival. 
Vid Genèvesjön finns en staty av Freddie Mercury, den bortgångne sångaren i Queen, som verkade i staden när de var aktiva. Även Vladimir Nabokov, Aretha Franklin, Claude Nobs (grundaren av stadens Jazzfestival), Ella Fitzgerald, Li Ning, Igor Stravinsky och B.B King är porträtterade som statyer i staden. 
Under en konsert på kasinot i Montreux med Frank Zappa och The Mothers of Invention den 4 december 1971 avfyrades en signalpistol och brand utbröt. Medlemmar i rockbandet Deep Purple fanns bland de som flydde elden och synen av brandrök över Genèvesjön gav dem inspiration till att skriva rockklassikern Smoke on the Water.

## Sport
Volleybollturneringen Montreux Volley Masters, där åtta damlandslag från hela världen möts, genomförs årligen sedan 1984.